# Экю с оливковыми ветвями

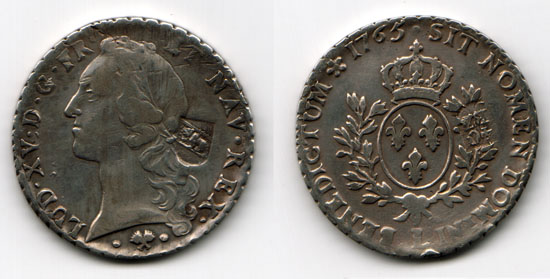
Экю 1765 года Людовика XV с надчеканкой в виде герба кантона Берн и номинала — 40 батценов

Экю с оливковыми ветвями (фр. Écu aux branches d’olivier), новый экю, шестиливровый экю, экю в шесть ливров (фр. ecu de six livres) — серебряный экю достоинством 6 ливров, чеканившийся во Франции в 1726—1791 годах.
В 1726 году экю был приравнен к 6 ливрам. В том же году вместо чеканившегося до 1725 года «экю с восемью L» была начата чеканка новых монет — экю с изображением щита с лилиями, обрамлённого ветвями оливы (иногда считается, что это лавровый венок).
На протяжении всего периода чеканки оставались неизменными нормативные вес и проба монеты (29,488 г, серебро 917 пробы), а также общий тип монеты. На аверсе был изображён портрет короля и его титул «LUD XV (или LUD XVI) • D • G • FR • ET • NAV • REX», на реверсе — герб, надпись «SIT NOMEN DOMINI BENEDICTUM», год чеканки и обозначение монетного двора.
Изображение Людовика XV на монете со временем видоизменялось, выделяют разновидности монеты: «экю с повязкой» (фр. Écu au bandeau) и «экю со старой головой» (фр. Écu à la vieille tête).
В 1792 году вместо «экю с оливковыми ветвями» была начата чеканка монеты нового типа, «конституционного экю». В 1795 году денежной единицей был объявлен французский франк, однако экю ещё длительное время продолжали использоваться в обращении. Окончательно они были изъяты только в 1834 году.
Монета была широко распространена в германских государствах, где имела локальные названия — в частности, лаубталер или лиственный талер (нем. Laubtaler), лавровый талер (нем. Lorbeertaler), зибенкопфштюкталер или талер в семь копфштюков (нем. Siebenkopfstücktaler), федерталер.
До реформы Граумана лаубталеры имели хождение на территории Пруссии как основное платёжное средство.
Экю использовались в обращении и в других странах, иногда — с надчеканками. Так, в 1797 году в Великобритании на экю наносилась овальная надчеканка с портретом Георга III, экю приравнивался к пяти шиллингам. В 1804 году форма надчеканки была изменена, она стала октогональной. Известны также частные, неофициальные надчеканки «4/9 CROMFORD • DERBYSHIRE» (4 шиллинга 9 пенсов).
В 1816—1819 в швейцарском кантоне Берн на экю наносилась надчеканка с гербом кантона и надписью «40 BZ» (40 батценов).